# Triumph (Auto)
Triumph war ein Hersteller von Fahrrädern, Motorrädern und Automobilen.

## Geschichte

Firmenprospekt aus dem Jahre 1901

Rennrad (1901)

Werbung für Damenräder (1901)

### Firmen- und Marken-Geschichte
Der aus Nürnberg stammende Siegfried Bettmann, neunter Sohn des jüdischen Holzgroßhändlers und Namensgebers der Ortschaft Bettmannsäge, Meier Bettmann, ging 1884 nach London. Er arbeitete als Übersetzer und als Vertreter für deutsche Firmen, vor allem für Hersteller von Nähmaschinen. Dann stieg er in den Export von Fahrrädern ein, die er von der William Andrews Company of Birmingham herstellen ließ. Seine Abnehmer benutzten für die Fahrräder den Namen Bettmanns. Siegfried Bettmann entschied sich bei der Suche nach einem Handelsnamen für „Triumph“, da dieser in den wichtigsten Sprachen verstanden wurde. 1886 gründete er im englischen Coventry die Triumph Cycle Company; 1887 stieg mit Mauritz Johann Schulte ein weiterer Deutscher als Partner in die Firma ein. Unter Schultes Einfluss begann Bettmann, in größeren Dimensionen zu planen und wagte den Schritt vom Händler zum Produzenten. Ab 1889 wurden Fahrräder produziert.
1896 wurde die deutsche Triumph-Tochter in Nürnberg gegründet: die Deutsche Triumph Fahrradwerke AG. Ab 1903 wurden in Nürnberg auch Motorräder produziert.
Ab 1902 produzierte die Gesellschaft The Triumph Cycle Company in Coventry Motorräder (Liste der Triumph-Motorräder). Im Ersten Weltkrieg, währenddessen der gebürtige Deutsche Siegfried Bettmann Bürgermeister von Coventry war, hatten die robusten 550-cm³-Motorräder von Triumph, noch mit Riemenantrieb, einen großen Erfolg. Triumph lieferte mit 30.000 Stück mehr Motorräder als alle anderen britischen Hersteller an das Militär. Aufgrund der guten Erfahrungen mit den Maschinen an der Westfront stieg nach 1918 auch der zivile Umsatz. 1923 verließen pro Woche 300 Maschinen das Werk.
1912 wurde Siegfried Bettmann zusätzlich Vorstandsvorsitzender (Chairman) der Standard Motor Company. In dieser Zeit stellte dies keinen Interessenkonflikt zwischen den beiden Herstellern dar. Der Ausbruch des Ersten Weltkrieges beendete Bettmanns Tätigkeit bei Standard.
1919 zahlte Bettmann seinen Partner Schulte aus und engagierte Colonel Claude Holbrook, den er als Beschaffungsoffizier kennen gelernt hatte, als Vorstandsdirektor.
Bereits 1919 wurde ein 2-Liter-Versuchswagen hergestellt. 1921 wurde in der Motor-Presse berichtet, dass Triumph an einem „light-car“ (Kleinwagen) arbeitete. 1921 kaufte Triumph die nach der Produktion von 65 viel zu teuren Fahrzeugen still liegende Autofabrik Dawson (1919–1921) in Coventry.
Im April 1923 wurde das erste Triumph-Automobil mit einem 1393-cm³-Motor vorgestellt – der 10/20. Mit dem Dawson hatte dieses Auto lediglich den Entstehungsort gemein, es handelte sich um eine Neukonstruktion. Im Jahr 1924 gelang Triumph bei der Olympia Motor Show eine Sensation: als erster britischer Hersteller rüstete das Unternehmen sein neues Modell 13/35 an allen vier Rädern von Anfang an mit hydraulischen Bremsen von Lockheed aus.
1927 brachte Triumph eines der erfolgreichsten Triumph-Modelle auf den Markt – den „Super Seven“. Triumph trat damit in Konkurrenz mit dem billigeren Austin 7. Ende der 1920er-Jahre absolvierten kleine „Super Seven“ und „Super Eight“ zahlreiche aufsehenerregende Langstreckenfahrten, teils in Rekordzeit, namentlich in Australien und Neuseeland, aber auch die Fahrt New York – Los Angeles – Vancouver. 1929 ragte eine Durchquerung Australiens heraus. Auf Erfolgen wie diesen basierte der große Verkaufserfolg in „down under“. Mit der Typenbezeichnung „Southern Cross“ (Kreuz des Südens) für Sportmodelle hob Triumph die Bedeutung dieses Exportmarktes hervor.
1930 änderte das Unternehmen den Namen in Triumph Motor Company.
Lord Leigh wurde 1931 Chairman (Vorsitzender) von Triumph und Claude Holbrook assistierender Management Direktor. Die Bilanz fiel konstant in die roten Zahlen. Gegen den starken Widerstand von Siegfried Bettmann wurde die Fahrrad-Sparte von Triumph an Coventry Bicycles verkauft. Holbrook favorisierte sportliche, luxuriösere und stärkere Fahrzeuge – im Gegensatz zu Bettmann, der weiterhin die „light cars“ bevorzugte. Holbrook hatte mehr Direktoren auf seiner Seite. Bettmann übergab ihm an seinem 70. Geburtstag, dem 18. April 1933, die Leitung der Firma, verblieb jedoch als Vice-Chairman in der Firma.
1933 trat Donald Healey in die Entwicklungsabteilung ein. In der Zeit zwischen 1934 und 1939 entwickelte Triumph eine Reihe von schnellen und leistungsstarken Modellen.
Nach Donald Healeys Erfolg mit einem „Gloria Monte Carlo“ bei der Rallye Monte Carlo im Jahr 1934 wurde für die 1935er Rallye Monte Carlo der „Triumph Straight Eight“ (Triumph Dolomite Straight Eight) entwickelt, der aber während der Rallye zerstört wurde. Bemerkenswerte Sporterfolge konnten den Rückgang der Verkaufszahlen und konstant rote Zahlen nicht verhindern. Nach den preiswerten, Gewinne bringenden Kleinwagen hatte man sich mit dem Modell „Gloria“ in eher teure Mittelklasseregionen gewagt – in den Jahren der Weltwirtschaftskrise kein günstiger Schritt. Aufgrund der schlechten Bilanzen wurde das Rallye-Engagement von Triumph eingestellt.
Am 22. Januar 1936 wurde die Motorradsparte an Jack Sangster (Ariel) verkauft, um die schweren Verluste der Autosparte abzudecken. Firmengründer Bettmann verkaufte 1936 seinen Anteil, hielt aber bis zu seinem Tod 1951 weiterhin enge Beziehungen zu Triumph. 1937 kam die „Triumph-Dolomite“-Modellreihe mit dem markanten Wasserfall-Kühlergrill auf den Markt.
1939 ging die Triumph Motor Company mit 160.000 Pfund Sterling in den Konkurs. Mit der Einverständnis des Konkursverwalters Gibson & Ashford verkaufte Donald Healey Triumph an Thomas Ward & Co., of Sheffield.
Während des Zweiten Weltkrieges wurden in den Triumph-Hallen Flugzeugteile produziert. In der Nacht vom 14. auf 15. November 1940 zerstörte ein deutscher Bomberangriff („Operation Mondscheinsonate“) auf Coventry die am Stadtzentrum liegenden Fabrikanlagen fast vollständig. Zwar konnte der Karosseriedesigner Walter Belgrove noch Zeichnungen retten, das Archiv ging aber verloren. Die Teilelager wurden später, ohne noch Brauchbares zu suchen, in den Boden planiert.
1944 wurden die Namensrechte für 75.000 Pfund Sterling von der Standard Motor Company übernommen, die zunächst den Namen Triumph für ihre luxuriöseren und sportlicheren Produktreihen verwendete. Mit Blick auf die Kundschaft von Jaguar entwarf Frank Callaby als Nachfolger des Dolomite den 1800 Roadster mit „Schwiegermuttersitz“. Der 1800 Roadster war auf Grund von Stahlknappheit teilweise in Aluminiumbauweise ausgeführt – Technik, die während des Krieges bei Flugzeugteilen verwendet worden war. Limousinen wie Renown und Mayflower folgten. Das Spitzenmodell der Standard Motor Company war der Vanguard, der mit dem gleichen Basis-Motor wie der „Ferguson“-Traktor ausgestattet war.
Mit der 1953 aufgelegten TR-Modellreihe (TR2–TR8) konnte Triumph an die sportlichen Erfolge der Vorkriegsjahre anknüpfen. Darüber hinaus wurde diese Modellreihe ein großer wirtschaftlicher Erfolg. Hinzu kamen noch eine Reihe von Derivaten auf Basis des TR, die den Motor und die Technik nutzten.
1960 wurde die Standard Motor Company inklusive der eigenständigen tätigen Standard-Triumph-Sparte vom LKW-Hersteller Leyland Motors übernommen. Der Name „Standard“ verschwand 1963 völlig. Bis 1961 wurde der TR4 noch unter dem Management der Standard Motor Company produziert. Die darauf folgenden Fahrzeuge der Marke „Triumph“ werden von Leyland Motors hergestellt.
1968 ging Leyland Motors in einer Fusion mit Austin, Austin-Healey, Morris, MG, Rover, Jaguar, Daimler, Coventry Climax, Riley, Vanden Plas und Wolseley in der British Leyland Motor Corporation (BLMC) auf.
Nach großen Erfolgen mit dem „Herald“ und den Sportwagen der TR-Serie begann um 1970 nach der Gründung der BLMC der Abstieg – die vermeintliche Unmöglichkeit, Sportzweisitzer zu bauen, die die neuen amerikanischen Sicherheitsanforderungen erfüllen konnten, spielte hier eine Rolle.
Der letzte neu entwickelte Wagen, der unter der Marke Triumph verkauft wurde, war der Sportwagen Stag. Der Versuch, Mitte der 1970er-Jahre mit dem Triumph SD2 eine neue Limousine auf den Markt zu bringen, scheiterte wegen der wirtschaftlichen Probleme des Mutterkonzerns bereits in der Entwicklungsphase. Ab 1981 gab es in England lediglich noch ein endmontiertes Honda-Produkt unter dem Namen Triumph Acclaim. Das letzte Jahr der Triumph-Produktion war 1984; der Vertrieb von Fahrzeugen unter diesem Namen wurde eingestellt.
Die Markenrechte an Triumph liegen seit dem Kauf von Rover im Jahr 1994 bei BMW. Nach der Trennung von BMW und Rover behielt BMW die Namensrechte von Mini, Triumph und Riley.

### Triumph im Motorsport bis 1939
Triumph-Fahrzeuge hatten durch stetiges Engagement – beginnend 1928 mit Donald Healey und endend mit dem TR7V8 1980 – ein sportliches Image. Triumph setzte werksunterstützte Fahrzeuge bei Rennen und Rallyes rund um die Welt ein, aber auch Privatfahrer waren immer wieder mit Fahrzeugen von Triumph erfolgreich.
Donald Healey, ein Triumph-Händler, setzte seine eigenen Triumph-Fahrzeuge bei Rallyes und Trials (Geländeprüfungen) ein. Es gelang ihm 1929, mit einem „Super Seven Saloon“ die Rallye Monte Carlo bei schweren Eis- und Schnee-Bedingungen und zwei zusätzlichen Mitfahrern tatsächlich zu beenden – dies allerdings zwei Minuten außerhalb der Soll-Zeit. Sein in Riga gestarteter „Seven“ erreichte dabei nur eine Höchstgeschwindigkeit von circa 75 km/h (45–48 mph). Insgesamt erreichten nur 24 von 93 gestarteten Fahrzeugen das Ziel. Am folgenden Tag errang er als Rehabilitation den Klassensieg im „speed hill-climb“ am Monte des Mules. Im gleichen Jahr gewann Donald Healey die 2000-km-Rallye Riga–Barcelona als Klassensieger.
Die Rallye Monte Carlo 1930 konnte Donald Healey ebenfalls nicht gewinnen – ohne verlorene Punkte wurde er auf Grund eines ungünstigen Handicap-Systems nur Siebter. Viele Privatfahrer fuhren in dieser Zeit den Super Seven erfolgreich im Motorsport. Victor Horsman entwickelte zwischen 1929 und 1932 einen zweisitzigen Renn Special mit Kompressor, der bis zu circa 130 km/h (80 mph) fahren konnte. Erfolgreich war der Super Seven auch bei „long-distance“-Veranstaltungen (Langstreckenfahrten). G. A. Woods fuhr die 3538-Meilen-Strecke New York–San Francisco–Vancouver und zurück non-stop in 8 ½ Tagen.
1929 gelang es P. W. Armstrong und George Manley, Australien im Super Seven in acht Tagen und sechs Stunden von Perth nach Sydney zu durchqueren; 2954 Meilen in acht Tagen und sechs Stunden, hauptsächlich über unbefestigte Wüstenpisten und anschließend dieselbe Strecke zurück. Angeblich kam Armstrong auf die Idee, weil er sich darüber ärgerte, dass die Kunden in seinem Autosalon den Triumph als „nettes kleines Stadtauto“ abtaten.
1933 stand Claude Holbrook als Management Direktor vor dem Problem, einen Rennwagen zu konzipieren. Innerhalb der Triumph Motor Company konnte er keine Kompetenz dafür finden. Er stellte Donald Healey, der auf Invicta-Fahrzeugen eine Reihe sportlicher Erfolge errungen hatte, als Leiter der Motorsport-Programmes (works motorsport) ein. 1935 wurde Donald Healey Technischer Direktor.

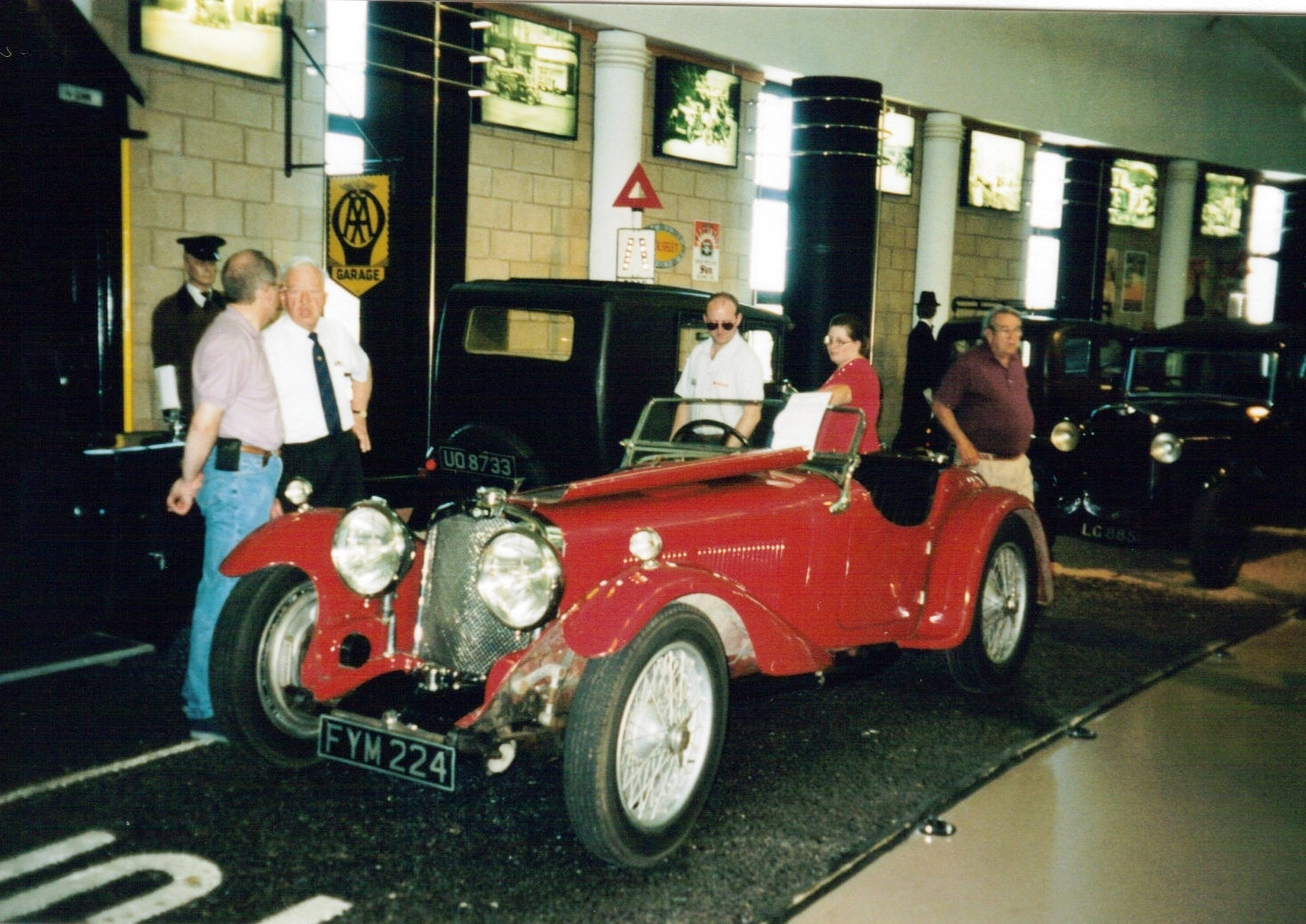
Dolomite Straight-Eight

1934 entwickelt Healey mit seinem Rennmanager (competition manager) Jack Ridley einen leichten, schnellen Wagen mit der Bezeichnung „Gloria Monte Carlo“. Charakteristisch an diesem Wagen waren die halb herunter klappbaren Türausschnitte, die dem Fahrer in kritischen Rennsituationen mehr Ellenbogenfreiheit gaben. Healey errang 1934 in Gesamtwertung der Rallye Monte Carlo den 3. Platz und den 1. Platz in der 1,5-Liter-Wertung. Es gab einige Proteste gegen Triumph, da die Geschwindigkeit des kleinen Wagens unwahrscheinlich erschien. Im gleichen Jahr ging Triumph mit sechs Fahrzeugen auf Basis des Gloria Monte Carlo bei der „Internationalen Alpenfahrt“ an den Start. Triumph errang als Werksteam einen „Coupes des Alpes“ (Alpenpokal) und Donald Healey und Marice Newham jeweils einen individuellen „Coupes des Glaciers“ (Gletscherpokal). Das Damen-Team von Triumph (Joan Richmond, Gordon Simpson) wurde wegen eines zur Reparatur einer gebrochenen Feder benötigten Hammers disqualifiziert.
Für die 1935er Rallye Monte Carlo wurde der „Triumph Straight Eight“ entwickelt. Der Wagen basierte auf der Konstruktion des 8-Zylinder-Kompressor Alfa Romeo Monza. Healey hatte eine Vereinbarung mit Vittorio Jano, dem Technischen Direktor von Alfa Romeo, getroffen. Drei Prototypen wurden gebaut. Donald Healey selbst kollidierte mit dem 8-Zylinder-Rennwagen in Dänemark während der Rallye an einem unbeschrankten Bahnübergang mit einem Zug. Der Wagen wurde dabei total zerstört. Jack Ridley erzielte auf einen zweiten Wagen den Klassensieg und den 2. Gesamtrang mit 0,6 Sekunden hinter einem 5,5-Liter-Renault.
1936 versuchte es Healey mit einem modifizierten Motor erneut bei der Rallye Monte Carlo, konnte aber auf Grund der Regeln für Specials nur den 8. Platz erreichen. Der letzte Einsatz bei der Rallye Monte Carlo erfolgte 1937. Healey startet mit einem Gloria Saloon in Sizilien. Der Wagen rutsche irreparabel in einer Schneewehe von der Straße. Einige weitere Rallye-Einsätze folgten. Auf Grund der finanziellen Situation beendete die Triumph Motor Company das sportliche Engagement.

## Triumph-Logo

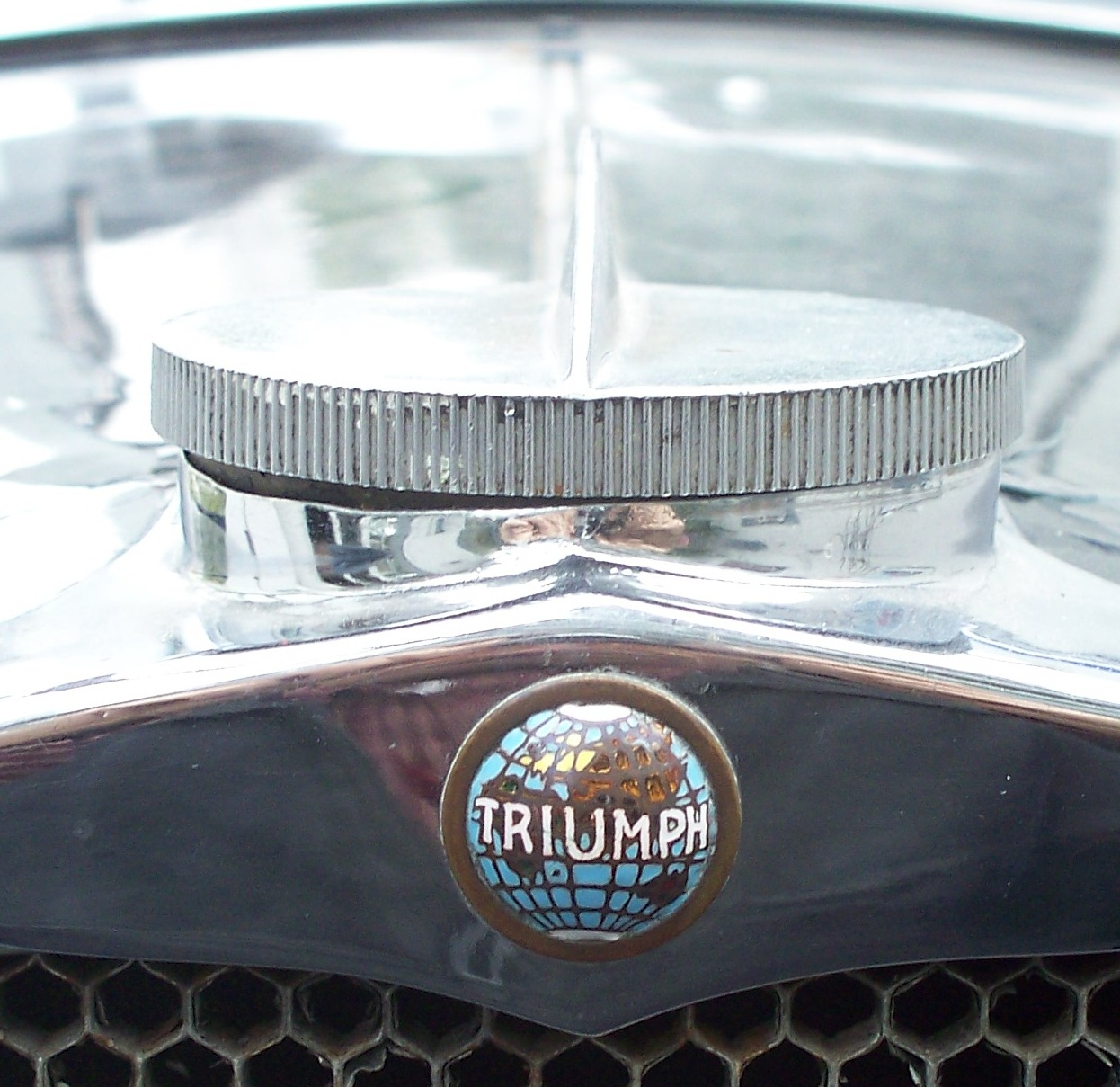
World Globe
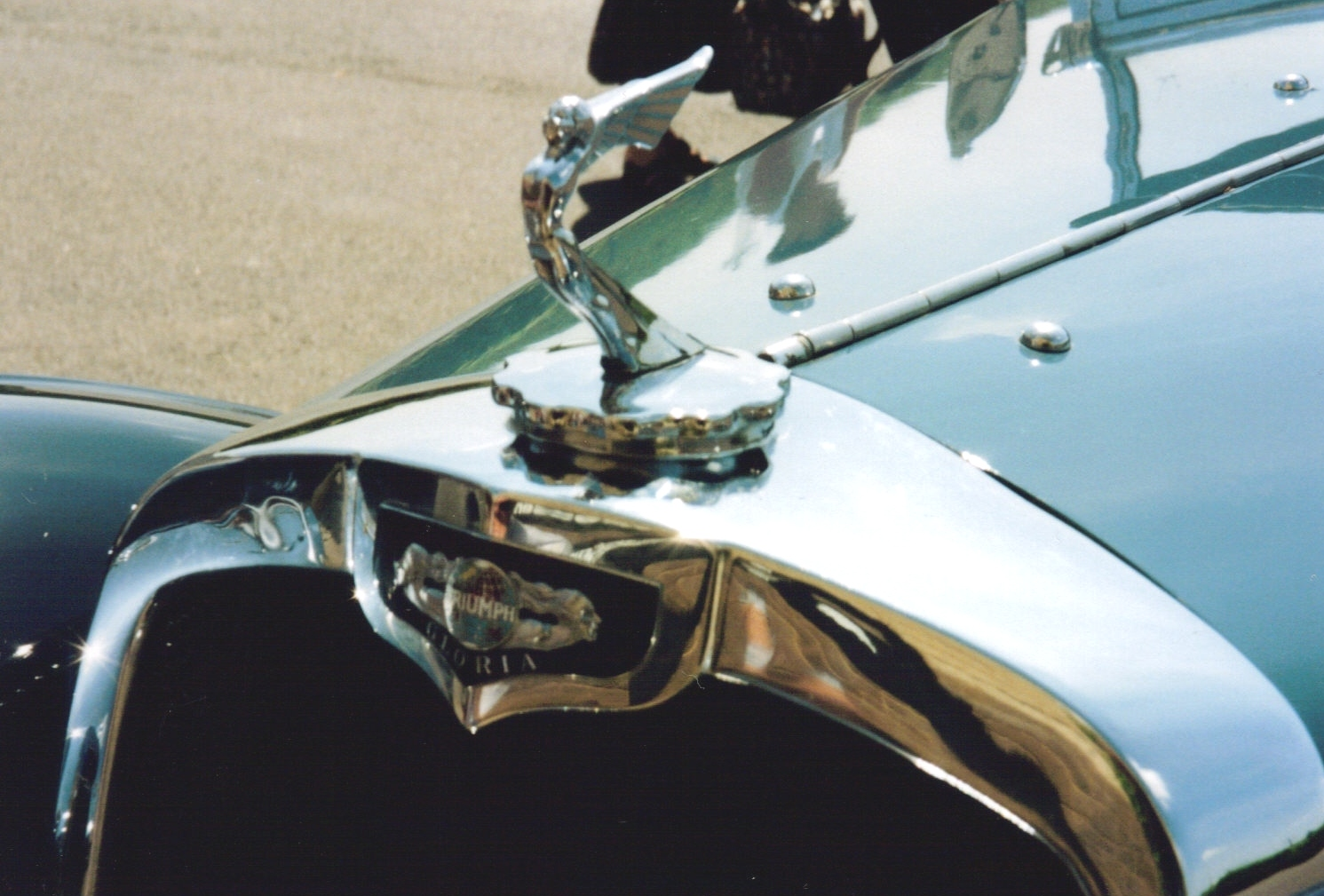
Gloria
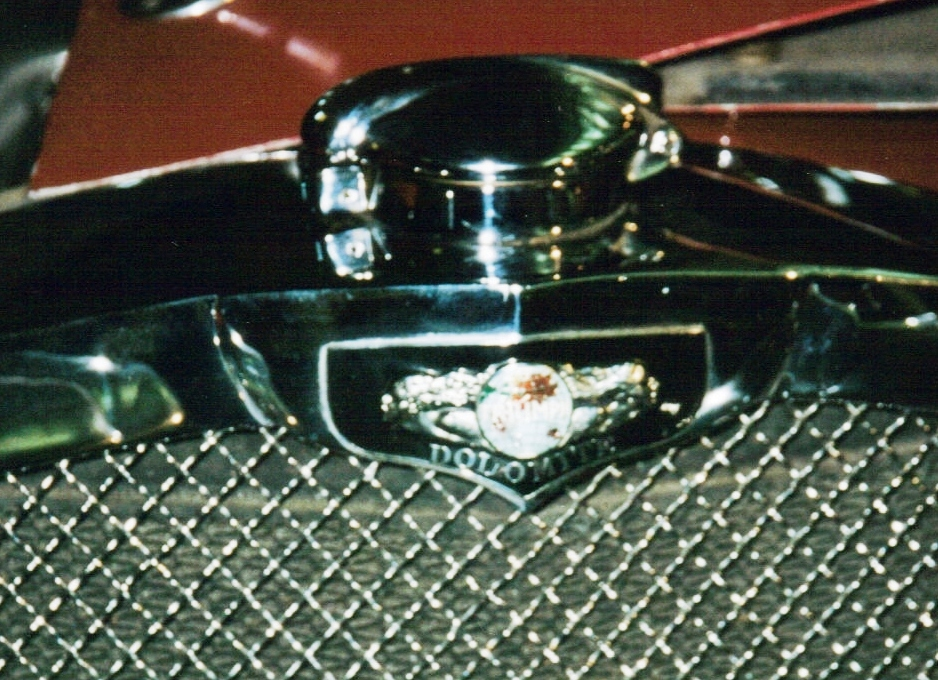
Dolomite Eight
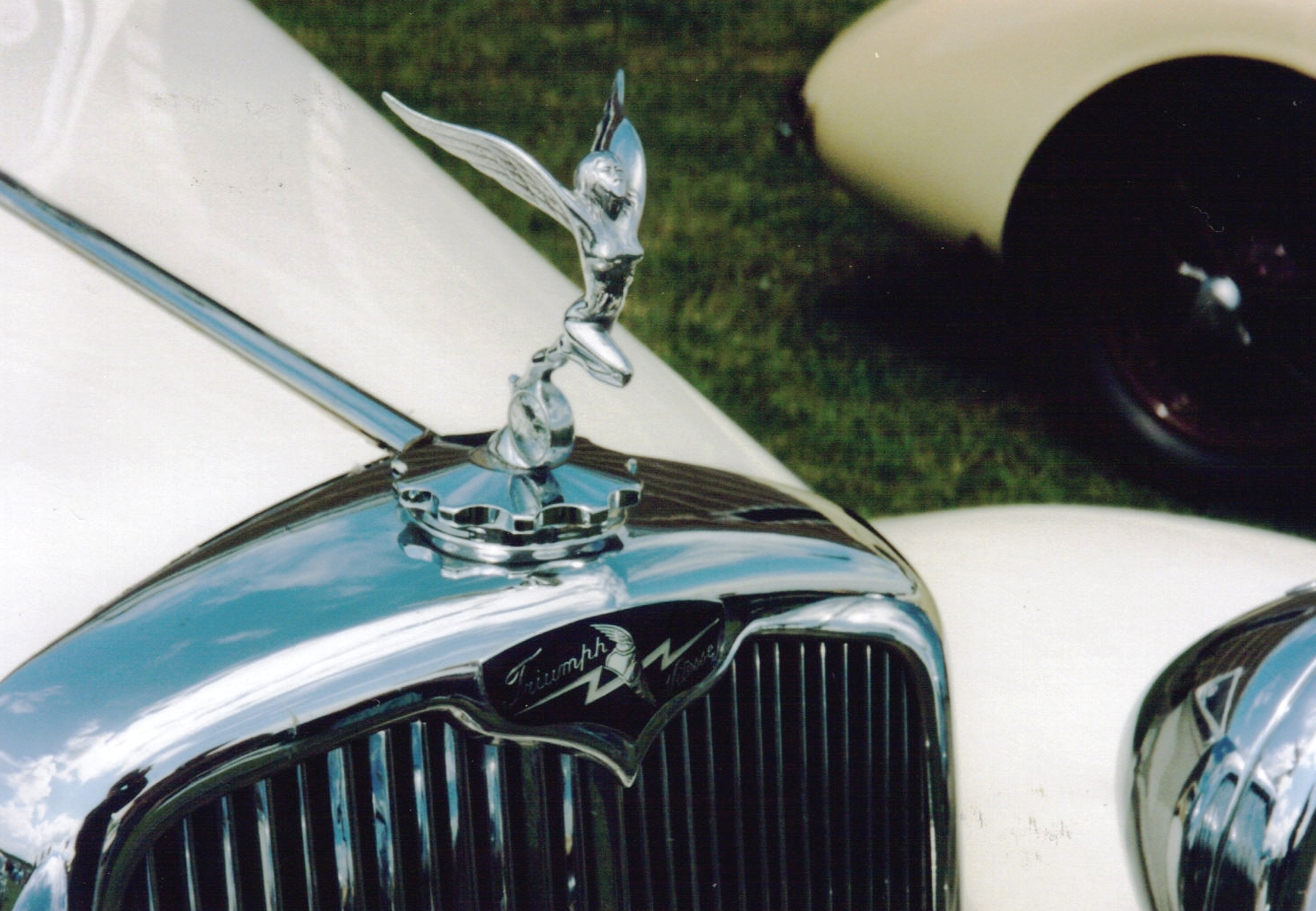
Vitesse
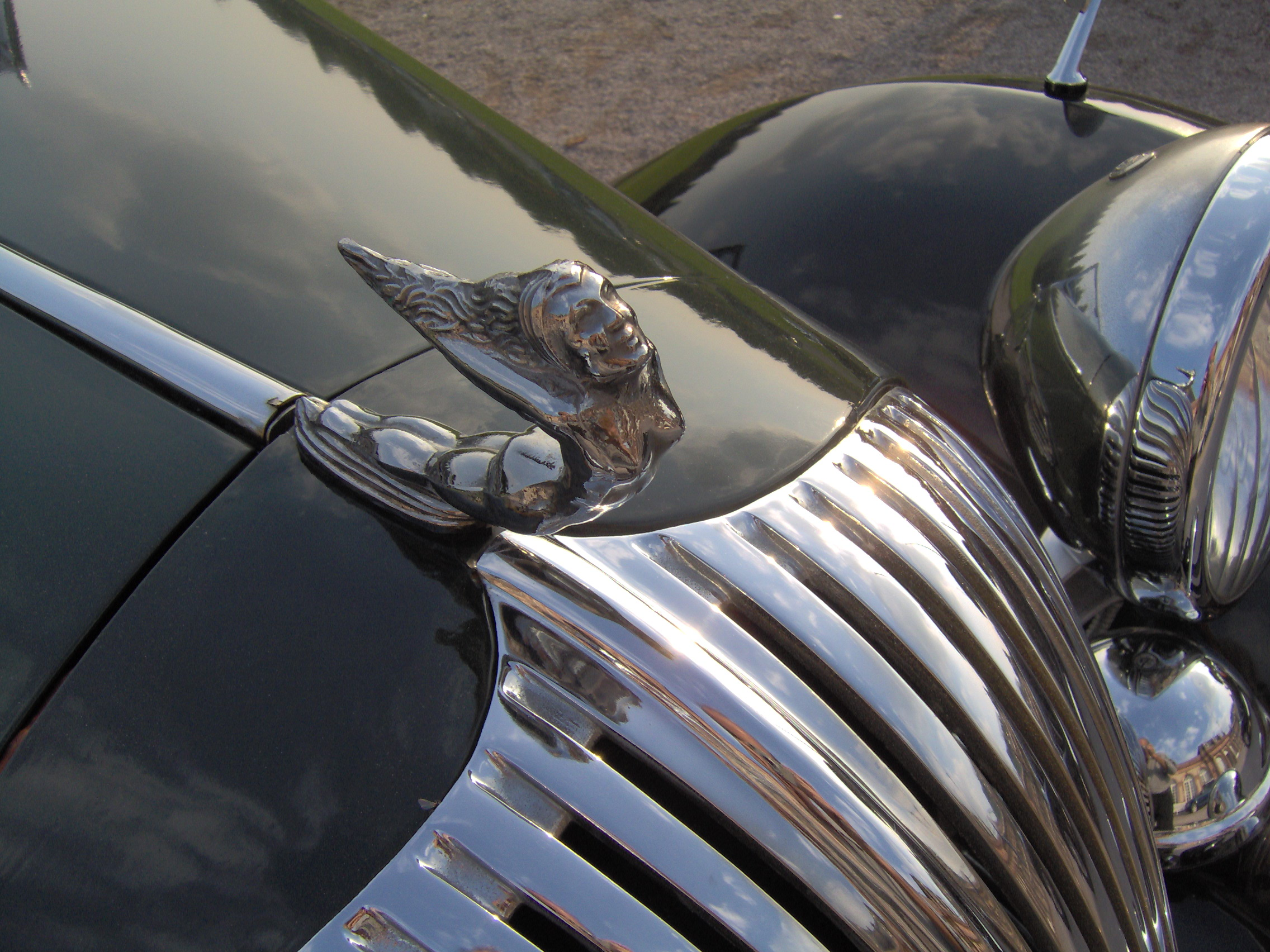
Dolomite

Triumph besaß kein durchgehendes, prägendes Marken-Logo. Von 1923 bis 1944 wurde der Schriftzug „Triumph“ mit einem Bogen als Unterstreichung, für Schriftverkehr und Beschriftung von Niederlassungen verwendet. Dieses Logo wird heute noch von der Motorrad-Marke Triumph Motorcycles Limited genutzt. Die ebenfalls von Siegfried Bettmann gegründete deutsche Motorrad-Marke Triumph (Nürnberg 1887–1956) hatte zur Unterscheidung einen Bogen oberhalb des Schriftzuges „Triumph“.
Triumph-Fahrzeuge besaßen bis 1935 als Logo lediglich einen kleinen Globus mit dem eingelassenen Schriftzug Triumph („Triumph World Globe“) auf dem Kühler. Die Länder des britischen Commonwealths wurden dabei farblich besonders hervorgehoben.
Mit der Einführung des 1932er „Southern Cross“ verwendete Triumph zusätzlich verschiedene Kühlerfiguren auf dem Wassereinfüllstutzen. Der „Triumph World Globe“ wurde dabei zusätzlich mit dem Typennamen umrandet. Bei der „Triumph Vitesse“ wurde der Globus durch einen Blitz ersetzt. Dadurch sollte die besondere Leistungsfähigkeit der schnelleren Vitessen hervorgehoben werden. Die Kühlerfigur des „Triumph Dolomite“ war funktionslos und reine Dekoration.
Mit der Übernahme der Marke Triumph durch die „Standard Motor Company“ wurden neben dem größer ausgeführten „Triumph World Globe“, Embleme der Standard Motor Company verwendet. Das wappenförmige „Standard“-Emblem wurde mit dem „Triumph“-Schriftzug unterlegt und für die Roadster TR2 (schwarz/rot, später blau/weiß) bis TR4 eingesetzt. Der „Triumph World Globe“ war bei diesen Modellen teilweise auf den Radkappen zu finden. Folgemodelle erhielten nur noch einfache Schriftzüge, schlichte Typenplaketten und ein vereinfachtes Wappen.
Die Fahrzeugtypen „Renown“ und „Mayflower“ verfügten wieder über eine Kühlerfigur und einen vergrößerten „Triumph World Globe“. Der „Triumph Stag“ (Hirsch) erhielt einen springenden Hirsch als Kühleremblem.
Das letzte Triumph-Markenzeichen auf dem Acclaim war ein Schriftzug „Triumph“ in einem geteilten Lorbeerkranz.

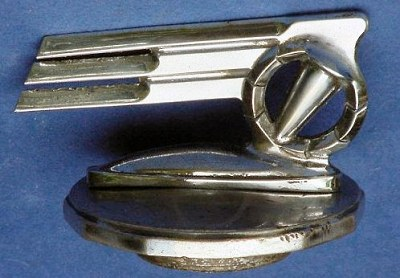
Renown
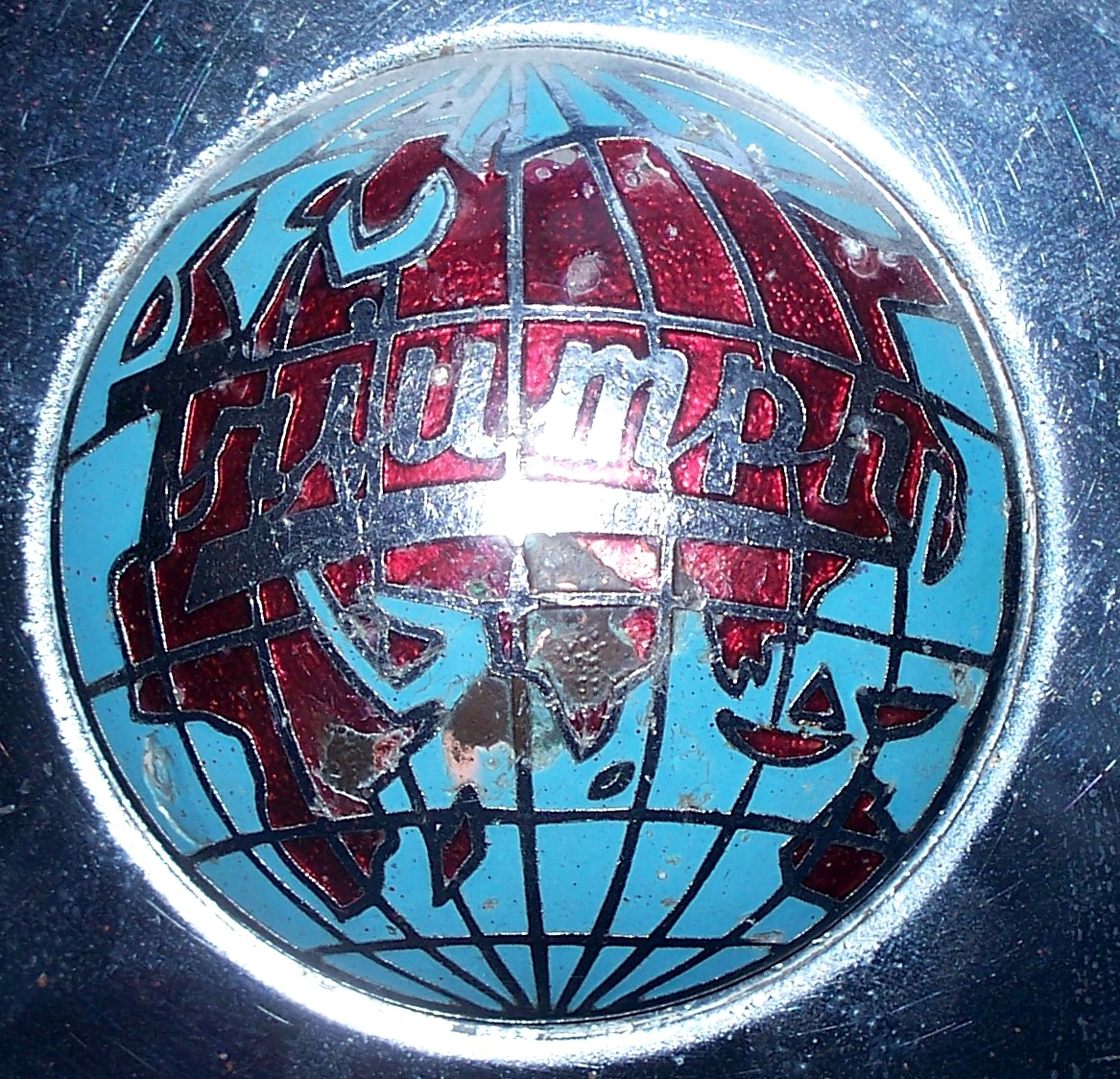
Radkappe TR2, TR3
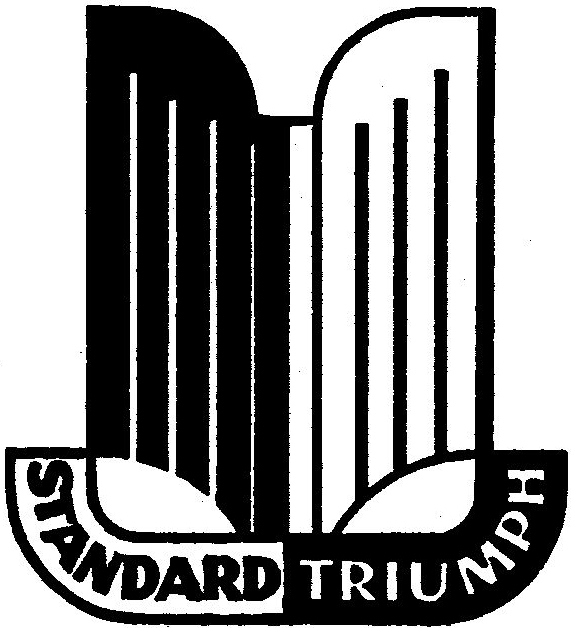
Standard-Triumph
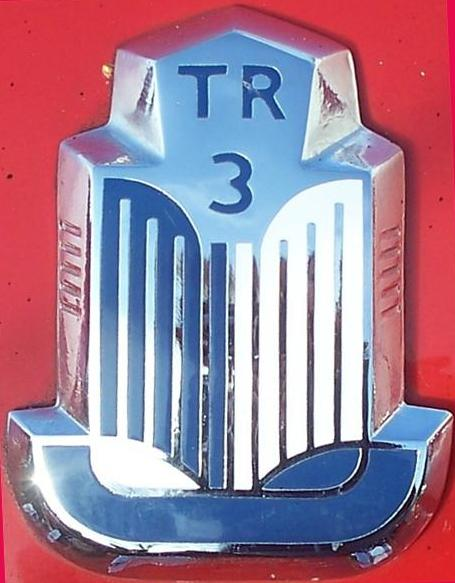
TR3-TR4

## Produkthistorie
Anmerkungen:
- „bhp“ Angaben bis etwa 1970 sind „bhp“ = Brems-PS. 1 bhp = 1,014 DIN-PS.
- Zahlen in Klammern, z. B. (2/4), bezeichnen die Anzahl der Sitze, z. B. (2 = reguläre/4 = zusätzliche, teilweise Schwiegermutter-Sitz).
- Die Stückzahlen von 1923–1939 sind immer ungefähre Angaben, da werksseitig keine genauen Zahlen vorliegen.

### Triumph Cycle Company, Triumph Motor Company (1923–1939)
| Modell | Baujahre  | Motor | Stückzahl | Bauart/Besonderheiten | Bild |
| --- | --------- | --- | --- | --- | ---- |
| 10/20 | 1923–1926 | 4 Zyl., 1393 cm³, 23 bhp                                                                                   | 10/20, 13/35, 15 insges. ca. 2000 | 2-, 4-Seat Tourer, Saloon, Duck-back Sportster |      |
| 13/35 | 1924–1926 | 4 Zyl., 1.873 cm³, 35 bhp                                                                                  | 10/20, 13/35, 15 insges. ca. 2000 | Saloon, 5-Seat Tourer, 1. britisches Fahrzeug mit Lockheed-Allrad-Hydraulikbremsen |      |
| Fifteen (15/50) | 1926–1930 | 4-Zyl., 2169 cm³, 40 bhp                                                                                   | 10/20, 13/35, 15 insges. ca. 2000 | wie 13/35 |      |
| Super Seven | 1927–1932 | 4-Zyl., 832 cm³, 21 bhp, getunt 23,1 bhp                                                                   | Seven, Eight insges. ca. 17.000 | div. Saloontypen, Tourer (2/4), Sportster (2/2) und (2/1), viele Sonderaufbauten |      |
| Super Eight | 1933–1934 | 4 Zyl., 832 cm³, 21,5 bhp                                                                                  | Seven, Eight insges. ca. 17.000 | div. Saloon (4/4), 2/4-Sitzer (2/2+2), Tourer (4/4) |      |
| Scorpion | 1931–1932 | 6 Zyl., 1203 cm³, 25 bhp                                                                                   | Scorpion, Twelve/Six insges. ca. 1500 | Saloon (2, 4 Türen), Tourer, 2/4-Seater, |      |
| Twelve/Six | 1932–1933 | 6 Zyl., 1203 cm³, 25 bhp                                                                                   | Scorpion, Twelve/Six insges. ca. 1500 | 4-türiger Saloon mit größerer Karosserie |      |
| Super Nine | 1932–1933 | 4-Zyl., 1018 cm³, Climax-Motor                                                                             | 1932–1938: Nine, Southern Cross, Gloria, Ten insges. ca. 15000 | div. Saloon, Tourer, Sport Tourer (2/2) |      |
| Southern Cross 8.9hp | 1932      | 4-Zyl., 1018 cm³, Climax-Motor                                                                             | 1932–1938: Nine, Southern Cross, Gloria, Ten insges. ca. 15000 | Sportster, basierend auf Super-Nine-Technik |      |
| Southern Cross 9.8hp | 1932–1934 | 4-Zyl., 1122 cm³, 35 bhp                                                                                   | 1932–1938: Nine, Southern Cross, Gloria, Ten insges. ca. 15000 | Sportster, Sports Saloon |      |
| Ten | 1933–1934 | 4-Zyl., 1122 cm³, 33,5 bhp                                                                                 | 1932–1938: Nine, Southern Cross, Gloria, Ten insges. ca. 15000 | Saloon, Tourer (2/4), basierend auf Southern Cross 9.8 hp |      |
| Gloria 9.5 Four, Gloria Monte Carlo, Gloria Six, Gloria 10.8 Four, Gloria-Vitesse Four, Gloria-Vitesse Six, Gloria 1 1/2-Litre, Gloria Fourteen | 1933–1938 | 4-Zyl., 1087 cm³, 40 bhp bis 6-Zyl., 1991 cm³, 65 bhp, Climax-Motor                                        | Nine, Southern Cross, Gloria, Ten insges. ca. 9000. Gloria 4 ca. 3000. Gloria 6, Gloria Vitesse 6 insges. ca. 2000. Gloria 1 1/2-L, Dolomite 1 1/2 insges. ca. 1000 | div. Saloon (2/4), Flow-free Saloon (2/4), Roadster „Southern Cross“ (2/2), Tourer „Monte Carlo“ (2/4), Golfers Coupé (2/2+2). div. Fremdkarosserien, schnellere Motorvariante „Vitesse“. Werbung: „the smartest car in the land“ |      |
| Dolomite Straight-Eight | 1934–1935 | 8-Zyl, 1990 cm³, 120 bhp, Roots-Kompressor                                                                 | 3 Fahrzeuge. Insges.: 5 Chassis, 5 Motoren | Roadster/Rennwagen |      |
| Vitesse 14/60, Vitesse 2-Litre | 1937–1938 | 4-Zyl., 1767 cm³ ohv, 62 bhp. 6-Zyl., 1991 cm³ ohv, 72 bhp                                                 | 1937–1939: Vitesse, Dolomite insges. ca. 6200 | Saloon |      |
| Dolomite 14/60, Dolomite 14/65, Dolomite 2-Litre, Dolomite 1 1/2-Litre, Dolomite Royal                                                          | 1937–1939 | 4-Zyl., 1767 cm³, 62 bhp. 4-Zyl., 1767 cm³, 65 bhp. 6-Zyl., 1991 cm³, 72 bhp. 4-Zyl., 1496 cm³, ca. 50 bhp | 1937–1939: Vitesse, Dolomite insges. ca. 6200. Davon 200 als Roadster Coupé (100 14/60, 50 14/65, 50 6-Zyl.)                                                        | Saloon (4/5), Drophead Foursome Coupé (2/4), Roadster Coupé (2/4). Besonderes Merkmal der „Wasserfall“-Kühlergrill. Karosserieform angeblich dem Mercedes 170V stark nachempfunden.                                               |      |
| Continental 2-Litre | 1937      | 6-Zyl., 1991 cm³ ohv, 72 bhp                                                                               | | wie Dolomite Roadster Coupé, aber mit einem „normalen“ Kühlergrill |      |
| Twelve | 1939      | 4-Zyl., 1496 cm³, ca. 50 bhp oder 4-Zyl., 1767 cm³, 62 bhp                                                 | ca. 50 | Saloon, hergestellt während des Konkursverfahrens |      |

### Standard Motor Company, Leyland Motors, British Leyland Motor Corp. (1944–1984)
| Modell | Baujahre                                                          | Motor                                                                                   | Stückzahl                                                                         | Bauart/Besonderheiten | Bild |
| --- | ----------------------------------------------------------------- | --------------------------------------------------------------------------------------- | --------------------------------------------------------------------------------- | --- | ---- |
| 1800 „Town and Country“ Saloon | 1946–1949                                                         | 4-Zyl., 1776 cm³, 63 bhp                                                                | 4000                                                                              | Saloon im razor-edge-Stil (scharfkantig) |      |
| 1800 Roadster,2000 Roadster | 1800 Roadster 1946–1948, 2000 Roadster 1949                       | 1800 Roadster 4-Zyl., 1776 cm³, 63 bhp. 2000 Roadster 4-Zyl., 2088 cm³, 68 bhp          | 2501, 2000                                                                        | Kein echter Sportwagen, dreisitzige Bank vorne, Lenkradschaltung, eigene Windschutzscheibe für Schwiegermuttersitz integriert in der Kofferraumklappe |      |
| 2000 Saloon, 2000 Limousine | 1949, 1951–1952                                                   | 4-Zyl., 2088 cm³, 68 bhp                                                                | 2.000                                                                             | Die 2000 Limousine wird auch als „Triumph Limousine“ bezeichnet                                                                                       |      |
| 2000 Renown Saloon | 1949–1951, 1951–1954                                              | 4-Zyl., 2088 cm³, 68 bhp                                                                | 6501 kurzer Radstand 1949–1951, 2800 langer Radstand 1951–1954                    | |      |
| Mayflower Saloon, Mayflower Drophead Coupé | 1949–1953                                                         | 4-Zyl., 1247 cm³, 38 bhp                                                                | 34.990 Saloon, 10 Drophead Coupé                                                  | Ähnliche dem Renown, aber kleiner |      |
| TRX | 1950                                                              | 4-Zyl., 2088 cm³, 71 bhp                                                                | 3                                                                                 | Prototyp als Nachfolger des 2000 Roadster., angekündigt als „New Triumph Roadster“                                                                    |      |
| 20TS (TR1) | 1950–1952                                                         | 4-Zyl., 2088 cm³, 71 bhp                                                                | 1                                                                                 | Vorstudien zum TR2, der Begriff TR1 wurde erst später eingeführt                                                                                      |      |
| TR2, TR2 Longdoor | 1953–1955                                                         | 4-Zyl., 1991 cm³, 90 bhp                                                                | 8628 inkl. Longdoor-Modell                                                        | Roadster. Die Türen der frühen TR2 überdeckten die Schweller (Longdoor)                                                                               |      |
| TR3 | 1955–1957                                                         | 4-Zyl., 1991 cm³, 95 bhp später 100 bhp                                                 | 13.377                                                                            | Roadster |      |
| TR3A | 1957–1961                                                         | 4-Zyl., 1991 cm³, 100 bhp                                                               | 58.236 inkl. Italia-Modell                                                        | Roadster, die Bezeichnung „TR3A“ wurde werkseitig nie verwendet, „A“ entstand umgangssprachlich und bedeutet Amerika                                  |      |
| TR3B | 1962                                                              | frühe TR3A-Motor, später 4-Zyl., 2138 cm³, 100 bhp                                      | 3.331                                                                             | Roadster, nur USA. Kommissionsnummer TSF mit TR3A gleich, spätere TCF mit TR4-Motor                                                                   |      |
| TR10 Saloon (Standard 10 in Europa) | 1957–1960                                                         | 4-Zyl., 948 cm³, 40 bhp                                                                 | 9907                                                                              | Saloon, nur USA |      |
| Herald Saloon, Herald Coupe, Herald Convertible, Herald 1200 Saloon, Convertible, Estate, Herald 1200 Estate, Herald 12/50 Saloon, Herald 13/60 Saloon, Convertible, Estate | 1959–1971                                                         | von 4 Zyl., 948 cm³, 35 bhp bis 4-Zyl., 1296 cm³, 61 bhp                                | 525.767                                                                           | sportliches Modell der unterem Mittelklasse mit kleinem Wendekreis „she can turn on a tickey“.                                                        |      |
| TR4 | 1961–1965                                                         | 4-Zyl., 2138 cm³, 100 bhp                                                               | 40.253                                                                            | Roadster mit Kurbelscheiben, Design von Michelotti |      |
| TR4A | 1965–1967                                                         | 4-Zyl., 2138 cm³, 104 bhp                                                               | 28.465 TR4A und TR4A IRS                                                          | Roadster, Starrachse, Design von Michelotti |      |
| TR4A IRS | 1965–1967                                                         | 4-Zyl., 2138 cm³, 104 bhp                                                               | 28.465 TR4A und TR4A IRS                                                          | Roadster, Einzelradaufhängung hinten (IRS – Independent Rear Suspension), Design von Michelotti                                                       |      |
| TR5 PI | 1967–1968                                                         | 6-Zyl., 2498 cm³, 150 bhp                                                               | 2947                                                                              | Roadster, Karosserie des TR4, erster britischer Wagen mit mechanischer Einspritzanlage (Lucas)                                                        |      |
| TR250 | 1967–1968                                                         | 6-Zyl., 2498 cm³, 104 bhp                                                               | 8484                                                                              | Roadster, Karosserie des TR4, zwei Stromberg-Vergaser, nur USA                                                                                        |      |
| TR6 | 1969–1976                                                         | 6-Zyl., 2498 cm³, 150 bhp (1969–1972), 125 bhp (1973–1976)                              | 94.619 TR6 und TR6 „federal“                                                      | Roadster, mechanische Einspritzanlage (Lucas), Design von Karmann,                                                                                    |      |
| TR6 „federal“ | 1969–1976                                                         | 6-Zyl., 2498 cm³, 104 bhp ab 1972 106 bhp                                               | 94.619 TR6 und TR6 „federal“                                                      | Roadster, zwei Stromberg-Vergaser, Design von Karmann, nur USA (federal)                                                                              |      |
| Vitesse 1600 Saloon, Vitesse 1600 Convertible, Vitesse 2-litre Saloon, Vitesse 2-litre Convertible, Vitesse 2-litre Mark 2 Saloon, Vitesse 2-litre Mark 2 Convertible       | 1962–1971                                                         | 6-Zyl., 1596 cm³ bis 1998 cm³, 70 bhp bis 104 bhp                                       | 51.212                                                                            | Herald-ähnliche Karosserie, Doppelscheinwerfer |      |
| Spitfire 4 | 1962–1965                                                         | 4-Zyl., 1147 cm³, 63 bhp                                                                | 45.753                                                                            | Roadster, Design von Michelotti |      |
| Spitfire Mk 2 | 1965–1967                                                         | 4-Zyl., 1147 cm³, 67 bhp                                                                | 37.409                                                                            | Roadster |      |
| Spitfire Mk 3, Spitfire Mark 3 „USA-Version“, | 1967–1970                                                         | 4-Zyl., 1296 cm³, 75 bhp, USA-Version 68 bhp                                            | 65.320                                                                            | Roadster |      |
| Spitfire Mk IV, Spitfire Mk IV „USA-Version“ | 1970–1974                                                         | 4-Zyl., 1296 cm³, 63 bhp, USA-Version 58 bhp                                            | 70.021                                                                            | Roadster |      |
| Spitfire 1500, Spitfire 1500 „USA-Version“ | 1975–1980                                                         | 4-Zyl., 1493 cm³, 71 bhp, USA-Version 57 bhp                                            | 95.829                                                                            | Roadster |      |
| Triumph 2000 Mark 1 Saloon, Triumph 2000 Mark 1 Estate, Triumph 2000 Mark 2 Saloon, Triumph 2000 Mark 2 Estate                                                              | 1963–1969 Mark 1, 1969–1977 Mark 2                                | 6-Zyl., 1998 cm³, 90–91 bhp                                                             | 113.157 Mark 1 Saloon, 7488 Mark 1 Estate, 92.053 Mark 2 Saloon, 7118 Mark Estate | Saloon, Estate (Kombi) |      |
| Triumph 2.5PI Mark 1 Saloon, Triumph 2.5PI Mark 1 Estate, Triumph 2.5PI Mark 2 Saloon, Triumph 2.5PI Mark 2 Estate                                                          | 1968–1969 Mark 1, 1969–1975 Mark 2                                | 6-Zyl., 2498 cm³, 132 bhp Einspritzung                                                  | 8658 Mark 1 Saloon, 371 Mark 1 Estate, 43.353 Mark 2 Saloon, 4102 Mark Estate     | Saloon, Estate (Kombi) |      |
| 2500TC Saloon, 2500TC Estate, 2500S Saloon, 2500S Estate | 1974–1977                                                         | 6-Zyl., 2498 cm³, 99–106 bhp                                                            | 37.752 TC und S Saloon, 2601 TC und S Estate                                      | Fahrgestell vom Triumph 2000 Mark 2 |      |
| Triumph 1300 Saloon, 1300TC Saloon | 1965–1970 (TC: 1967–1970)                                         | 4-Zyl., 1296 cm³, 61 bhp (TC: 75 bhp)                                                   | 113.008 und 35.342 TC                                                             | Saloon |      |
| 1500 Saloon (fwd) | 1970–1973                                                         | 4-Zyl., 1493 cm³, 61–65 bhp                                                             | 66.353                                                                            | Frontantrieb (fwd) |      |
| Toledo Saloon, Dolomite 1300 | 1970–1976 Toledo, 1976–1980 Dolomite                              | 4-Zyl., 1296 cm³, 58 bhp                                                                | 113.294 Toledo, 32.031 Dolomite                                                   | ähnlich dem 1300, aber mit angetriebenen Hinterrädern                                                                                                 |      |
| 1500TC Saloon, Dolomite 1500, Toledo 1500 | 1973–1976 1500 TC, 1976–1980 Dolomite 1500, 1970–1976 Toledo 1500 | 4-Zyl., 1493 cm³, 64–71 bhp                                                             | 25.549 1500 TC, 43.235 Dolomite 1500, 5888 Toledo 1500                            | Ursprünglich „1500TC Saloon“, umbenannt in „Dolomite 1500“                                                                                            |      |
| Dolomite, Dolomite 1850HL | 1972–1980                                                         | 4-Zyl., 1854 cm³ 91 bhp                                                                 | 79.010                                                                            | Ursprünglich „Triumph Dolomite“ ab Frühjahr 1976 „Dolomite 1850HL“                                                                                    |      |
| Dolomite Sprint Saloon | 1973–1980                                                         | 4-Zyl., 1998 cm³, 127 bhp (DIN), 16-Ventil-Motor                                        | 22.941                                                                            | Karosserie und Fahrgestell wie Triumph Dolomite 1850HL                                                                                                |      |
| GT6 Mark 1 | 1966–1968                                                         | 6-Zyl., 1998 cm³, 95 bhp                                                                | 15.817                                                                            | 2+2-Sitzer Coupé |      |
| GT6 Mark 2, GT6 Plus „USA-Version“ | 1968–1970                                                         | 6-Zyl., 1998 cm³, 104 bhp. GT6 Plus: 95 bhp                                             | 12.066 GT6 Mark 2 und GT6 Plus                                                    | 2+2-Sitzer Coupé |      |
| GT6 Mark 3, GT6 „USA-Version“ | 1970–1973                                                         | 6-Zyl., 1998 cm³, 104 bhp, USA-Version: 79–90 bhp                                       | 13.042                                                                            | 2+2-Sitzer Coupé |      |
| Stag Convertible and Hardtop Coupé | 1970–1977                                                         | 8-Zyl., V-Motor 2997 cm³, 142 bhp. USA-Version: 127 bhp                                 | 25.877                                                                            | 2+2-Sitzer. Convertible mit T-bar, Hardtop Coupé |      |
| TR7 Coupé „USA Version“ | 1975–1981                                                         | 4-Zyl., 1998 cm³, 92 bhp(DIN)                                                           | 112.368 alle TR7-Modelle                                                          | 2-Sitzer Coupé, nur USA |      |
| TR7 Convertible, TR7 Coupé | 1979–1981                                                         | 4-Zyl., 1998 cm³, 105 bhp(DIN)                                                          | 112.368 alle TR7-Modelle                                                          | 2-Sitzer Convertible und Coupé |      |
| TR7 „Dolomite Sprint“ Coupé „Vorserie“ | 1977–1978                                                         | 4-Zyl., 1998 cm³, 127 bhp(DIN), 16-Ventil-Motor des „Dolomite Sprint“                   | ca. 60                                                                            | 2-Sitzer Coupé. Vorserie, Massenproduktion kam nicht zustande. Abverkauf der Wagen und Rallye-Einsatz.                                                |      |
| TR8 Coupé „Vorserie“ | 1978–1979                                                         | 8-Zyl., V-Motor, 3528 cm³, Vergaser-Motor 133 bhp (DIN). Einspritz-Motor: 137 bhp (DIN) | ca. 400                                                                           | 2-Sitzer Coupé, nur USA. Vorserie nur zur Erprobung.                                                                                                  |      |
| TR8 Convertible | 1980–1981                                                         | 8-Zyl., V-Motor, 3528 cm³, Vergaser-Motor 133 bhp (DIN). Einspritz-Motor: 137 bhp (DIN) | 2722 alle TR8-Modelle                                                             | nur USA |      |
| Triumph Acclaim HLS, Triumph Acclaim CD, Triumph Acclaim L | 1981–1984                                                         | 4-Zyl., 1335 cm³, 70 bhp (DIN), Honda-Motor                                             | 133.626                                                                           | 4-türige Limousine, basiert auf dem „Honda Ballade“                                                                                                   |      |

### Fahrzeuge auf Triumph-Basis
Kleinere Hersteller nutzten vorrangig die sportlichen Triumph-Fahrzeuge als Basis (Rahmen, Motor) zum Aufbau eigener Karosserien. Durch die getrennte Bauweise von Fahrzeugrahmen und Karosserie war dies leicht möglich.
| Modell                                                 | Baujahre  | Motor                                                                          | Stückzahl | Bauart/Besonderheiten                                                                                     | Bild |
| ------------------------------------------------------ | --------- | ------------------------------------------------------------------------------ | --------- | --- | ---- |
| Vale Special                                           | 1932–1936 | 4-Zyl., 832 cm³, 28 PS                                                         | ca. 100   | kleiner, für damalige Zeiten außerordentlich niedriger Zweisitzer auf Basis Super Eight und später Gloria |      |
| Triumph Coupé Francorchamps                            | 1954–1955 | TR2-Motor                                                                      | 22        | TR2 mit festen Türen und festem Dach mit Plexiglaseinsatz                                                 |      |
| Italia 2000 coupé                                      | 1959–1962 | 2-l-Ottomotor, 70 kW                                                           | ca. 300   | Coupé auf Basis des TR 3, gezeichnet von Michelotti, gebaut von Ruffino S.P.A. in Italien                 |      |
| Bond Equipe, Bond Equipe GT 4S, Bond Equipe 2-litre GT | 1963–1971 | 4-Zyl., 1147 cm³, Triumph-Spitfire-Motor. Später 6-Zyl., 2-Liter-Vitesse-Motor |           | Coupe, Cabrio. Herald Fahrgestell                                                                         |      |
| Dove GTR4                                              | 1963–1964 | 4-Zyl., 2138 cm³, 100 bhp                                                      |           | TR4 fastback, mit festem Dach, als Kombi ausgeführt                                                       |      |

### Triumph als Motorenlieferant
Triumph-Motoren wurden auch von anderen Fahrzeugherstellern verwendet. Die Motoren wurden von Triumph aber fortlaufend durchnummeriert. Daher sind in den Motor-Nummerierungen der Triumph-Fahrzeuge immer wieder Lücken zu finden.
| Modell                     | Baujahre                                    | Motor                                                                | Stückzahl                                       | Bauart/Besonderheiten | Bild |
| -------------------------- | ------------------------------------------- | -------------------------------------------------------------------- | ----------------------------------------------- | --- | ---- |
| Morgan Plus 4              | 1950–1968                                   | 1267-cm³-Standard-Vanguard-Motor, ab 1954 TR2-Motoren                | 772 Standard-Vanguard-Motoren, 3738 TR2-Motoren | |      |
| Swallow Doretti            | 1954–1955                                   | 4-Zyl., 1991 cm³, 90 bhp                                             | 276                                             | Antriebsstrang und Achsen des TR 2, schwerer, langsamer und teurer als der TR2, elegante Karosserie, bessere Ausstattung |      |
| Peerless GT und Warwick GT | Peerless GT 1958–1960, Warwick GT 1960–1962 | 4-Zyl., 1991 cm³, 90 bhp                                             | 325 Peerless GT, 40 Warwick GT                  | viersitziges Grand-Tourismo-Coupé, Kunststoffkarosserie, Rohrrahmen. Vorderachse, Getriebe und Motor vom TR3             |      |
| Amphicar 770               | 1961–1968                                   | 4-Zyl., 1147 cm³, 38 PS, Herald-Motor                                |                                                 | Schwimmwagen von Hans Trippel, gebaut in Berlin, 70 mph zu Land, 6,5 Knoten zu Wasser                                    |      |
| Saab 99                    | 1969–1976                                   | 4-Zyl., 1709 cm³, 80 bhp                                             |                                                 | Motor schräg gelegt über dem Getriebe, Kupplung vorne. Saab legte 1972 eine eigene Lizenzproduktion auf                  |      |
| Marcos Mantis              | 1970–1971                                   | TR6-Einspritzer-Motor                                                | 32                                              | 4-sitziger Grand Touring                                                                                                 |      |
| TVR 2500, TVR 2500M        | 1970                                        | Spitfire-Motor, ab 1970 USA-Version des TR6-Motors mit Einspritzung, |                                                 | Coupé, auch als Kit Car geliefert                                                                                        |      |
| Trident Tycoon             | 1971–1973                                   | TR6-Einspritzer-Motor                                                |                                                 | Coupé, TVR-Design |      |